# Rogacz (skały)
Rogacz (niem. Turmschloss, Martins Stein, 1198 m n.p.m.) – grupa skał w Sudetach Zachodnich, w paśmie Karkonoszy.
Granitowe skały położona na szczycie wzniesienia na zboczu góry Czeskie Kamienie w ścisłym rezerwacie Karnonoskiego Parku Narodowego.

## Szlaki turystyczne
Dolną krawędzią Zielonego Klina biegnie szlak turystyczny:
- zielony  Śnieżne Kotły - Przełęcz Karkonoska[1].